# Immeuble Dagallier
L'immeuble Dagallier (ou Maison des Guetteurs) est un immeuble situé à Pont-de-Veyle, en France.

## Localisation
L'immeuble est situé dans le département français de l'Ain, sur la commune de Pont-de-Veyle.

## Historique

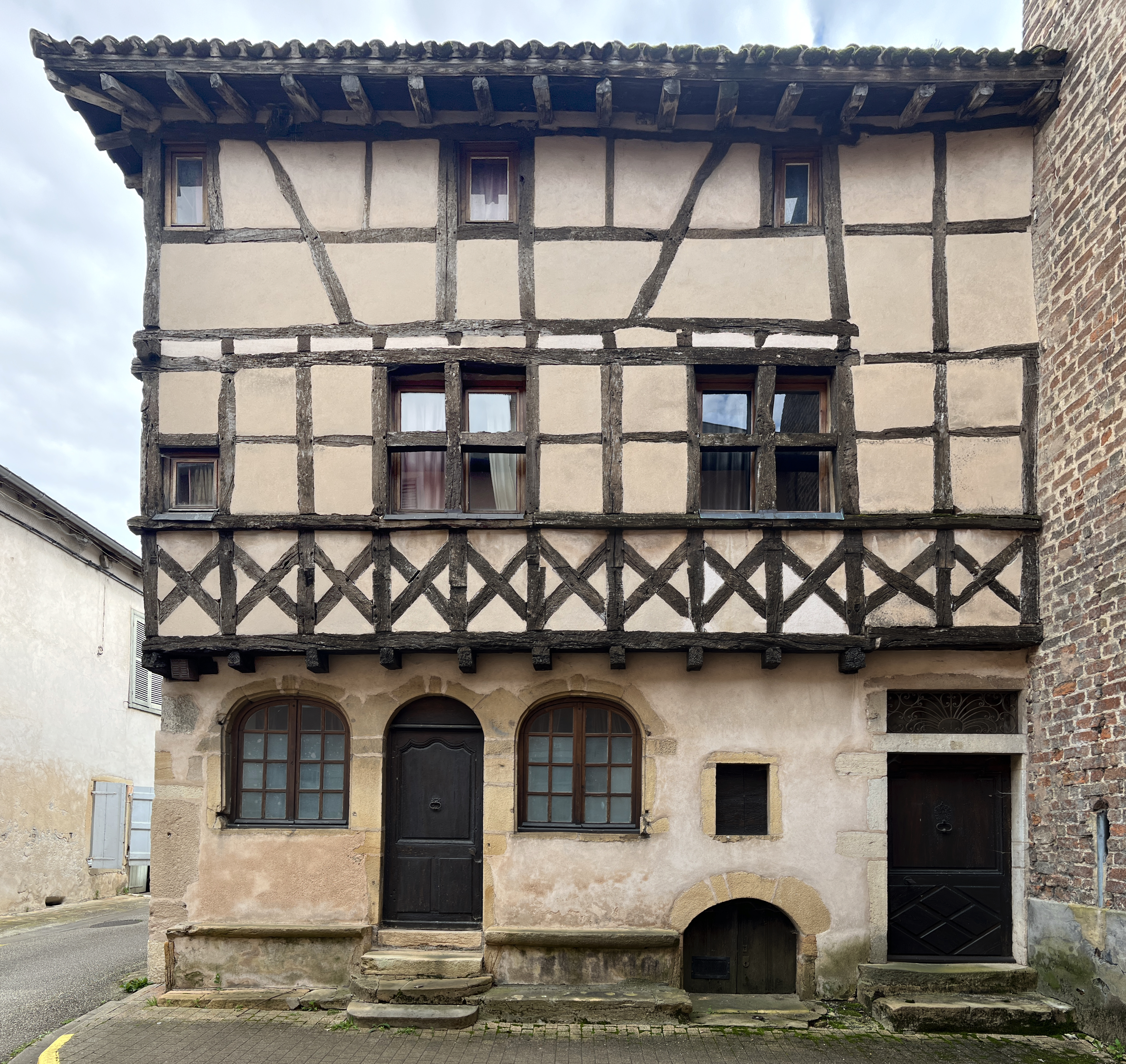
Façade principale.

L'édifice est inscrit au titre des monuments historiques en 1972.